# Островская, Генриетта Тимофеевна
Генриетта Тимофеевна Островская (официальное имя Гитя Островская; 1921, Одесса — 23 февраля 1971, Москва) — советская актриса театра и кино, заслуженная артистка РСФСР (17.04.1968).

## Биография
Родители — керчь-еникальский мещанин Тевель Сроль-Довидович (Товель Срулевич) Островский (1874—?) и одесская мещанка Фейга Ароновна Островская (в девичестве Дубина, 1875—?), была младшим ребёнком в семье. Родители заключили брак в Одессе 20 июня 1895 года.
Приехала в Москву из Одессы во время Великой Отечественной войны. Училась в Одесском театральном училище. Выступала на сцене Центрального театра Советской армии (ЦТСА). 
Участвовала в многочисленных концертных поездках по СССР. Исполняла эстрадные жанровые песни.

## Избранные роли

Генриетта Островская в роли Лисены в фильме «Учитель танцев». 1952

- Лисена — «Учитель танцев» по пьесе Лопе де Вега
- «Стрекоза»
- «Душа солдата»

Единственная роль в кино — Лисена в знаменитом фильме «Учитель танцев» (1952)
Радиопостановка — «Над рекою ласточки» Лидии Мищенко (роль молдавской девушки Станкуцы)

## Семья
Вторая жена актёра Владимира Зельдина, снималась с мужем в фильме «Учитель танцев».
Вторым браком была замужем за скрипачом и педагогом Михаилом Фихтенгольцем, рядом с которым похоронена на Новодевичьем кладбище.